# Hohenwulsch
Hohenwulsch ist eine Ortschaft und ein Ortsteil der Stadt Bismark (Altmark) im Landkreis Stendal in Sachsen-Anhalt.

## Geographie

### Lage

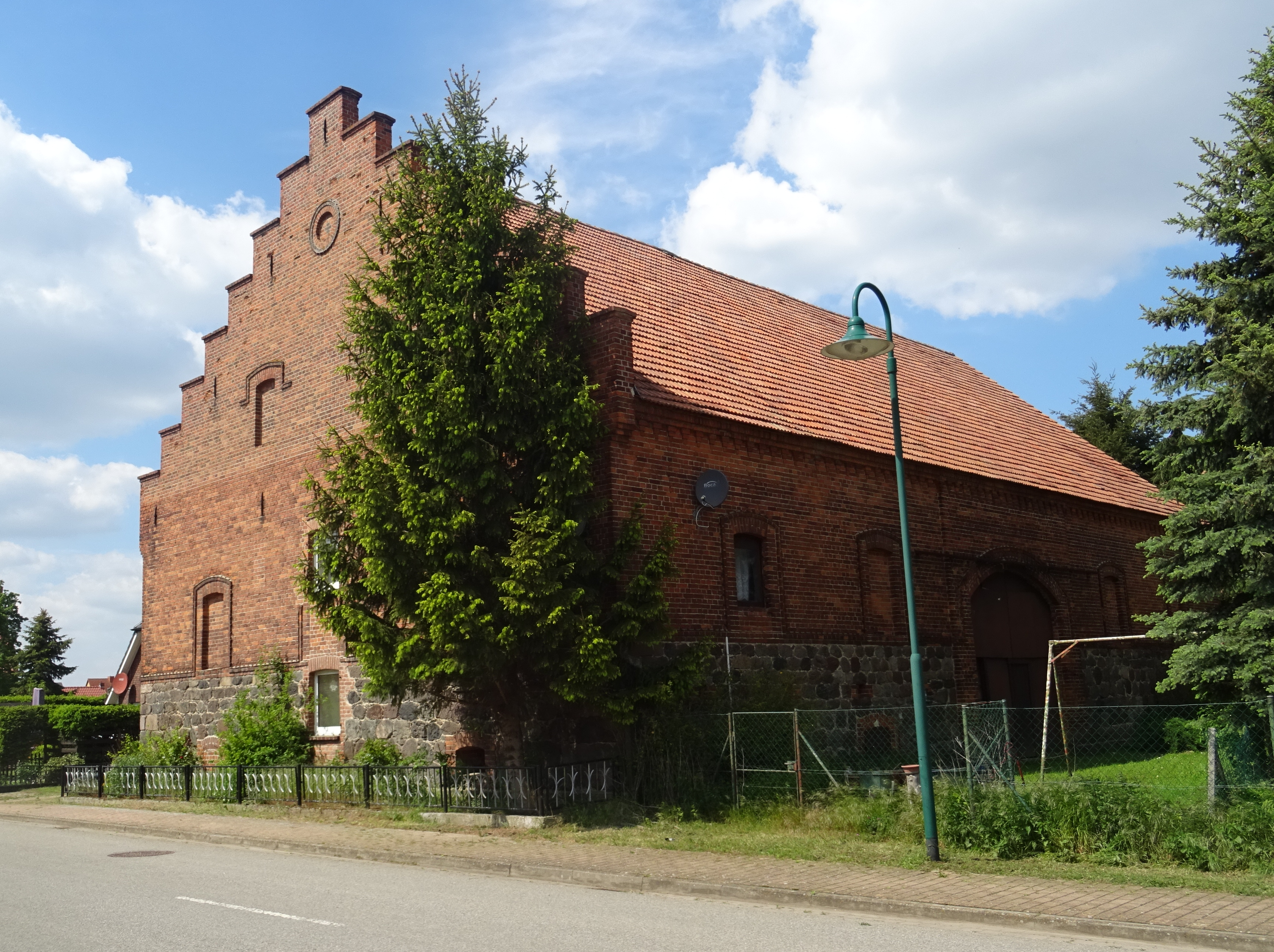
Denkmalgeschützte Scheune in Hohenwulsch

Hohenwulsch, ein Straßendorf mit Kirche, liegt rund drei Kilometer nordöstlich der Kleinstadt Bismark in der Mitte der Altmark. Das Gelände um Hohenwulsch ist leicht hügelig (bis 55 Meter über Normalnull) und weist größere Waldgebiete auf.
Nachbarorte sind Arensberg im Westen, Dobberkau im Norden, Friedrichsfleiß und Friedrichshof im Osten, Beesewege im Südosten und Bismark (Altmark) im Südwesten.

### Ortschaftsgliederung
Die Ortschaft Hohenwulsch besteht aus den vier Ortsteilen Hohenwulsch, Beesewege, Friedrichsfleiß und Friedrichshof mit Schmoor.

## Geschichte

### Mittelalter bis Neuzeit
Das Dorf wurde erstmals 1345 als villam dictam woltz erwähnt, als Markgraf Ludwig am 11. Februar 1345 das Dorf an Könekin, Thydeke und Henning von Wolez verlieh. Thydeke von Woltitz verkaufte am 5. Juni 1358 in villa vvltitze den Bürgern Schartau in Stendal Hebungen, die diesen 1366 in deme dorppe to hoghen wultitze und auch 1377 zugesichert und am 22. Januar 1390 und 2. August 1409 in uilla Hogenwlczke vollzogen wurden. Dem Landbuch der Mark Brandenburg von 1375 zufolge hatten die Bauern in Hogen Wultzkow sechs Hufen, von welchen sie dem Pfarrer den Zehnten und dem Dietrich (Thydeke) von Wulzkow und Jan von Rundstedt Bede und Pacht zahlten. Thydeke von Wulzkow besaß einen Hof mit 3½ freien Hufen, Jan von Rundstedt einen mit sieben Hufen, Arnd Grassow einen mit drei Hufen und Kuneke Wultzke einen mit vier Hufen; auch wohnten diese Besitzer selbst auf diesen Höfen.
Aus Hohenwulsch wurden dem Domstift in Tangermünde am 13. Juni 1377 3½ Stücke und am 23. August 1423 eine Mark und 24 Sch., 2 Sch. Roggen, 2 Sch. Gerste und vier Sch. Hafer zum Bau der beiden Warten bei Deetz und Wittenmoor angewiesen. Weitere Nennungen sind 1540 Hohen Wulsken, 1687 Hohen Wultsche, sowie 1804 Hohenwulsch und Friedrichshof, Dorf und Gut mit Leineweber, Gärtner, Schmiede, Windmühle, Ziegelei und zwei Förstern.
Der Ortsteil Friedrichsfleiß ist eine Gründung des 18. Jahrhunderts.

### Hohenwulsch als Rittergut

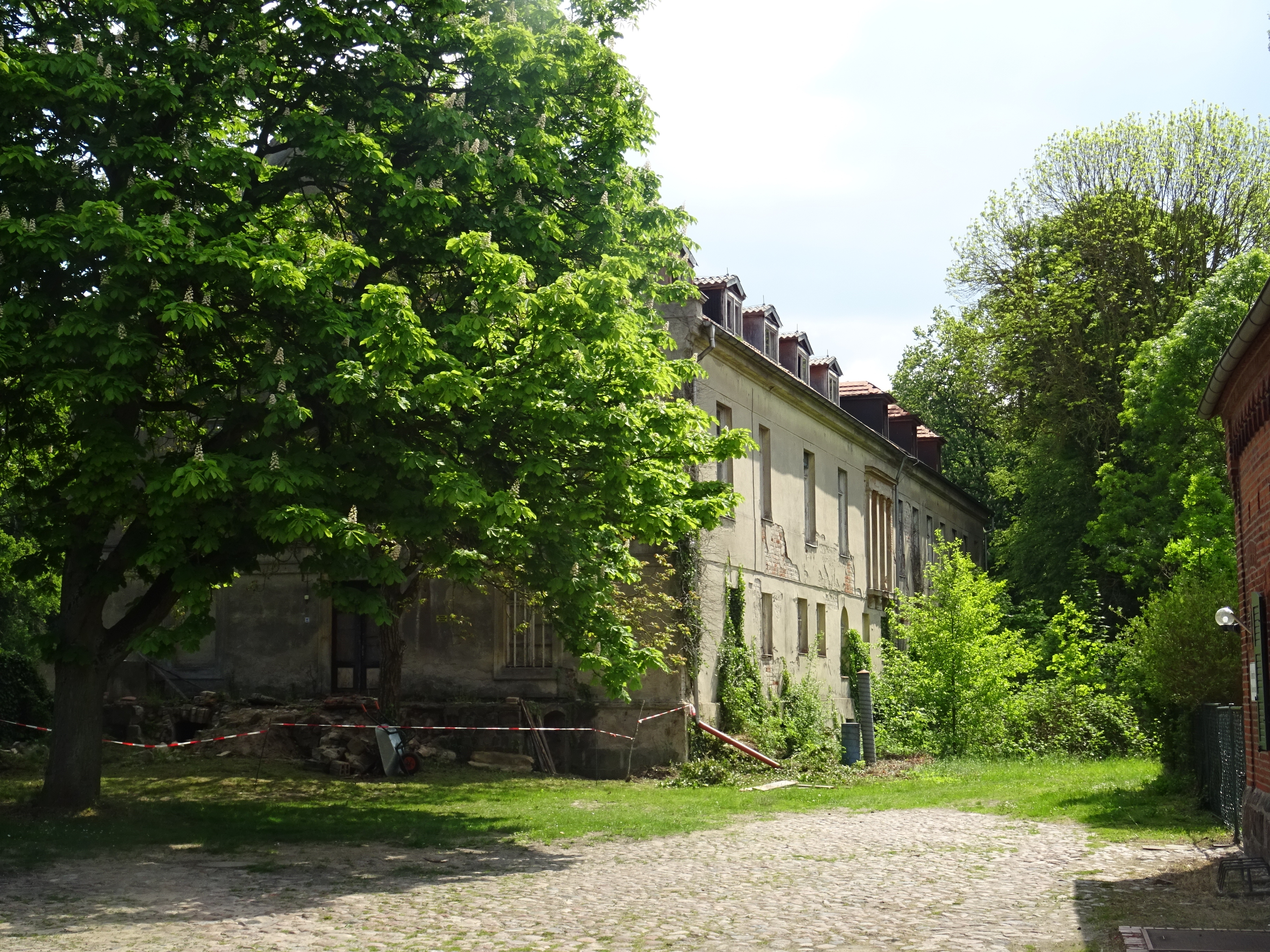
Gutshof in Hohenwulsch

Als die Lehen derer von Wulzke offen wurden, verlieh Markgraf Johann 1436–1441 denen von Jeetze den dritten Teil am Gericht in Hohenwulsch. 1479 gehörte ihnen bereits das ganze Dorf mit aller Gerechtigkeit. Obwohl alle von Jeetze die Gesamthand daran hatten, beanspruchte die Hohenwulscher Linie alle Gerechtsame und bewohnte allein die beiden hier befindlichen Rittersitze. Nachdem das eine Gut 17 Jahre im Besitz derer von Vinzelberg gewesen war, vereinigte Lorentz von Jeetze 1634 beide Güter zu einem einzigen. Später entwickelte sich Hohenwulsch besonders durch den Einfluss des Feldmarschalls Joachim Christoph von Jeetze. Er ist in dem Grabgewölbe der von ihm restaurierten Kirche beigesetzt, in der sich sein Denkmal befindet. Die Kirche selbst wurde im 13. Jahrhundert aus Findlingen erbaut. Von seiner Enkelin Sophie, vermählte von Levetzow, erbte die Familie von Rohr dieses Gut, das eines der bedeutendsten der Altmark ist.
Das Rittergut in Hohenwulsch wurde 1775 von Friedrich von Levetzow übernommen. Im Zeitraum 1803–1945 gehörte es der Familie von Rohr.

### Gründung und andere Ersterwähnung
Einige meinen, dass slawische Ansiedler den Ort nach 800 oder im Mittelalter als Straßendorf gegründet hätten. Wilhelm Zahn meinte hingegen, dass nur der Name slawisch sei, der Ort aber von Deutschen bewohnt war, während die Slawen in Sieden-Wulsch oder Klein-Wulsch wohnten, also im heutigen Grünenwulsch.
Der Historiker Peter P. Rohrlach führt noch zwei Familiennamen auf, die sowohl Hohenwulsch als auch Grünenwulsch betreffen können. Im Jahr wurde 1328 per manus volcekini in Stendal als Zeuge genannt, kurz darauf im Jahre 1330 Cune de wlzich ebenfalls in Stendal. Das Jahr 1328 könnte also auch als Ersterwähnung gelten.

### Herkunft des Ortsnamens
Aleksander Brückner leitete die Ortsnamen Wulsch(e) vom altslawischen „vlьkь“ für „Wolf“ ab. Damit könnte man den Namen mit „Hohenwolf“ übersetzen.
Heinrich Sültmann vermutete, der Name 1358 villa voltitz, 1375 hogen wultzkow, erkläre sich aus dem slawischen Wort „vulske“ für „Erle“ und der wechselnd gebrauchten Endung „ow, ke“ und „sche“ als „Erlenort“.

### Archäologie
Die jungsteinzeitlichen Großsteingräber bei Hohenwulsch wurden spätestens im 19. Jahrhundert zerstört.

### Eingemeindungen

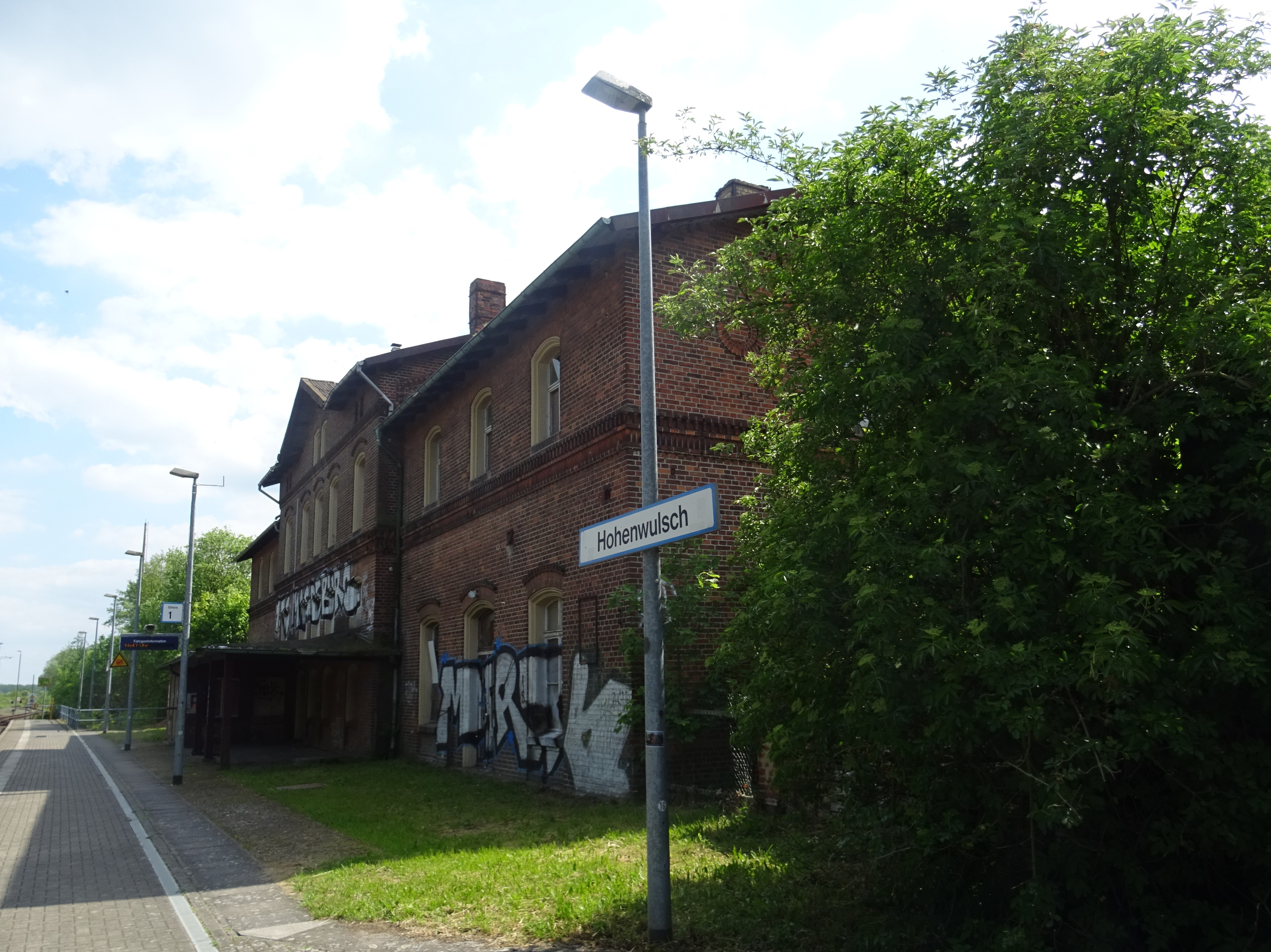
Bahnhof in Hohenwulsch

Ursprünglich gehörten Dorf und Rittergut zum Stendalischen Kreis der Mark Brandenburg in der Altmark. Zwischen 1807 und 1813 lagen beide im Kanton Bismark im Distrikt Stendal auf dem Territorium des napoleonischen Königreichs Westphalen. Ab 1816 gehörte die Gemeinde zum Landkreis Stendal.
Am 30. September 1928 wurde der Gutsbezirk Hohenwulsch mit den Landgemeinden Hohenwulsch und Friedrichsfleiß (mit dem Wohnplatz Friedrichshof) zur Landgemeinde Hohenwulsch zusammengelegt.
Am 25. Juli 1952 kam die Gemeinde Hohenwulsch zum Kreis Stendal. 1960 gehörten zur Gemeinde Hohenwulsch die Ortsteile Hohenwulsch, Friedrichsfleiß und die Wohnplätze Bahnhof Bismark und Friedrichshof. Am 1. Juli 1973 ist der Ortsteil Beesewege der Gemeinde Hohenwulsch zugeordnet worden. Davor war die Gemeinde Beesewege am 20. Juli 1950 durch Eingemeindung in Garlipp aufgelöst worden. Am 1. Juli 1994 wurde die Gemeinde Hohenwulsch dem heutigen Landkreis Stendal zugeordnet.
Bis zum 31. Dezember 2009 war Hohenwulsch eine selbstständige Gemeinde mit den zugehörigen Ortsteilen Beesewege, Friedrichsfleiß, Friedrichshof (Schmoor).
Der Gemeinderat der Gemeinde Hohenwulsch beschloss am 2. Juni 2009 die Zustimmung zu einem Gebietsänderungsvertrag, wodurch ihre Gemeinde aufgelöst und Teil einer neuen Einheitsgemeinde mit dem Namen Stadt Bismark (Altmark) wurde. Dieser Vertrag wurde vom Landkreis als unterer Kommunalaufsichtsbehörde genehmigt und trat am 1. Januar 2010 in Kraft. In der eingeflossenen Gemeinde und nunmehrigen Ortschaft Hohenwulsch wurde ein Ortschaftsrat mit fünf Mitgliedern einschließlich Ortsbürgermeister gebildet.

### Einwohnerentwicklung

#### Dorf, Güter und Bahnhof
| Jahr                      | 1734 | 1772 | 1790 | 1798 | 1801 | 1818 | 1840 | 1864 | 1871 | 1885 | 1892 | 1895 | 1900 | 1905 |
| Dorf/Gemeinde Hohenwulsch | 70   | 109  | 64   | 70   | 137  | 122  | 181  | 169  | 183  | 155  | 296  | 157  | 328  | 154  |
| Bahnhof Bismark           |      |      |      |      |      |      |      |      | 07   | 012  |      | 015  |      | 025  |
| Gut Hohenwulsch           |      |      | 76   | 70   |      |      |      |      | 030  | 075  |      | 100  |      | 099  |

#### Gemeinde
| Jahr | Einwohner |
| ---- | --------- |
| 1910 | [00]315   |
| 1925 | 426       |
| 1939 | 419       |
| 1946 | 592       |
| 1964 | 472       |
| 1971 | 428       |
| 1981 | 483       |
| 1985 | [00]488   |
| 1990 | [00]482   |

| Jahr | Einwohner |
| ---- | --------- |
| 1993 | 491       |
| 1995 | [00]458   |
| 1998 | [00]412   |
| 2000 | [00]404   |
| 2002 | [00]418   |
| 2004 | [00]434   |
| 2006 | [00]416   |
| 2008 | [00]388   |
| 2009 | [00]366   |

Quelle, wenn nicht angegeben, bis 1993:

#### Ortsteil
| Jahr | Einwohner |
| ---- | --------- |
| 1999 | [00]218   |
| 2010 | [00]215   |
| 2018 | [00]184   |
| 2020 | [00]183   |
| 2021 | [00]183   |
| 2022 | [0]179    |
| 2023 | [0]190    |

## Religion
- Die evangelische Kirchengemeinde Hohenwulsch, die früher zur Pfarrei Garlipp bei Bismark gehörte,[33] wird heute betreut vom Pfarrbereich Garlipp im Kirchenkreis Stendal im Bischofssprengel Magdeburg der Evangelischen Kirche in Mitteldeutschland.[34]
- Die ältesten überlieferten Kirchenbücher für Hohenwulsch stammen aus dem Jahre 1678.[35]
- Die katholischen Christen gehören zur Pfarrei St. Anna in Stendal im Dekanat Stendal im Bistum Magdeburg.[36]

## Politik

### Ortsbürgermeister
Seit Juli 2024 ist Julia Falk von der Wählergemeinschaft „Wir für Euch in der Einheitsgemeinde Bismark“ Ortsbürgermeisterin der Ortschaft Hohenwulsch.
Die letzte Bürgermeisterin der Gemeinde Hohenwulsch war Helga Chlopik. Bis zum 30. Juni 2014 stand Dirk Falk der Ortschaft Hohenwulsch vor, ihm folgte ab dem 1. Juli 2014 Renate Moritz. Dieter Teickner
war von 2019 bis 2024 im Amt.

### Ortschaftsrat
Die Ortschaftsratswahl am 9. Juni 2024 ergab das folgende Ergebnis (in Klammern die Ergebnisse von 2019):
- 2 Sitze Wählergemeinschaft Hohenwulsch (5 Sitze)
- 3 Sitze Wählergemeinschaft „Wir für Euch in der Einheitsgemeinde Bismark“

Zwei Ortschaftsräte sind Frauen.
Von 272 Wahlberechtigten hatten 184 ihre Stimme abgegeben, die Wahlbeteiligung betrug damit 67,65 Prozent.

## Kultur und Sehenswürdigkeiten

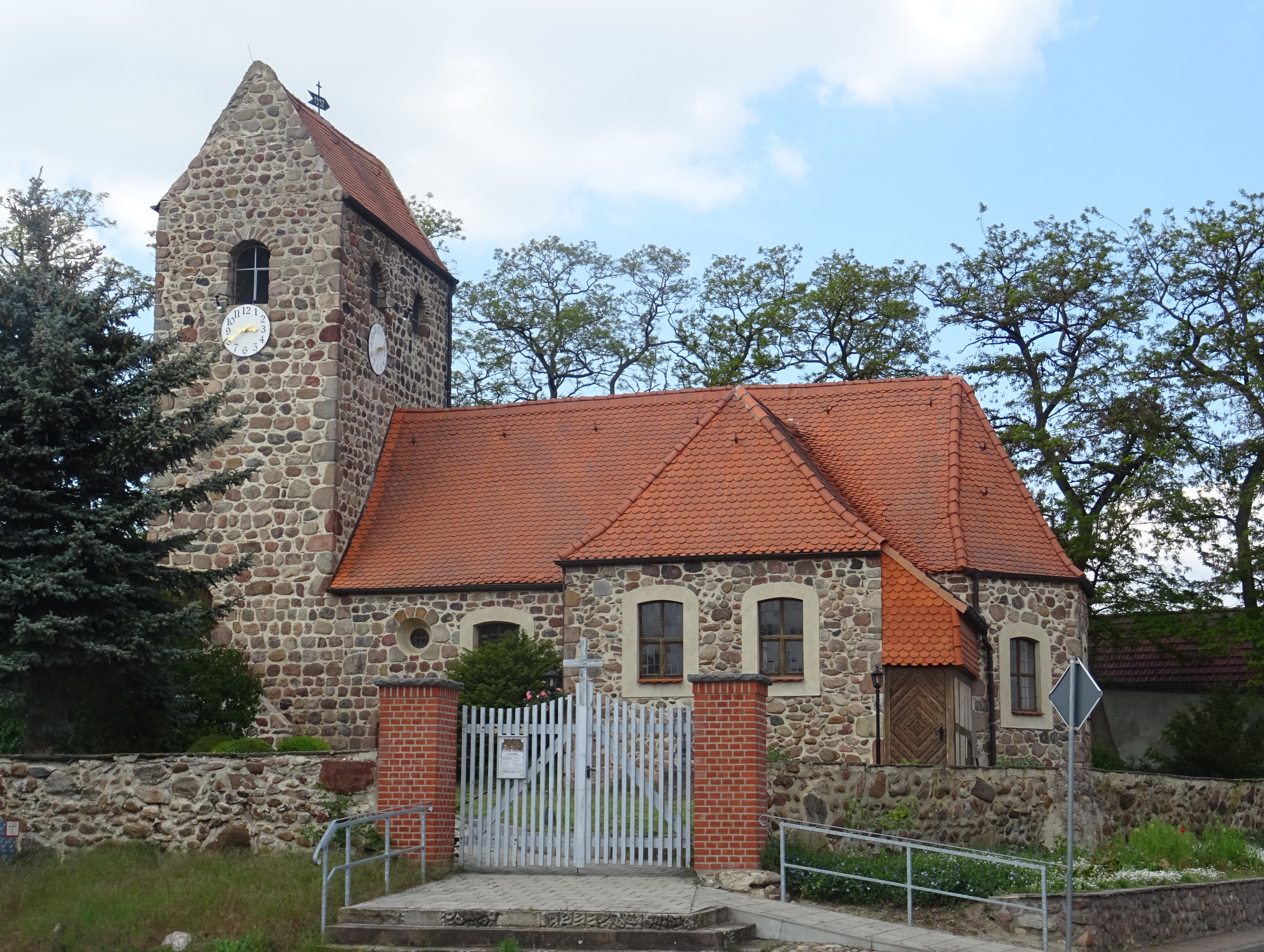
Dorfkirche Hohenwulsch

- Die evangelische Dorfkirche Hohenwulsch, ein Feldsteinbau aus der Mitte des 13. Jahrhunderts, hat einen Turm mit einer Findlingsquertonne.[41]
- Die Kirche steht auf einem Friedhof, der mit einer Feldsteinmauer umgeben ist.
- Das im Jahre 1815 errichtete Gutshaus Hohenwulsch[20] hatte nach 1945 verschiedene Funktionen. Es diente als Parteischule, Landwirtschaftsschule, NVA-Ausbildungs- und Unterkunftsstätte, ab 1969 dem VEB Erdöl und Erdgas Stendal, ab 1982 war es Lehrlingswohnheim und von 1983 bis 1990 ein Kinderferienlager.[42] Heutiger Besitzer ist der Dokumentarfilmer Maurice Philip Remy (Filme unter anderem über das Bernsteinzimmer, Rommel und die „Wilhelm Gustloff“).

## Wirtschaft und Infrastruktur
In Hohenwulsch sind kleine Gewerbe- und Landwirtschaftsbetriebe ansässig (unter anderem Holzhandel, Hohenwulscher Agrar GbR). Hohenwulsch besitzt außerdem eine Kindertagesstätte und ist Sitz des Kreislandfrauenvereins Stendal.

### Verkehrsanbindung
Hohenwulsch liegt an den Kreisstraßen zwischen den Städten Bismark (Altmark) und Osterburg (Altmark).
Der Hohenwulscher Bahnhof liegt an der Bahnstrecke Stendal–Uelzen. Hohenwulsch wird von den Regionalbahnen der Linie Salzwedel – Stendal (– Schönebeck-Bad Salzelmen) und zweistündlich vom Regional-Express Uelzen – Magdeburg bedient.
Es verkehren Linienbusse und Rufbusse von stendalbus.
Der Ort war Ausgangspunkt der Hauptstrecke der Altmärkischen Kleinbahn nach Wittingen. Der Personenverkehr zwischen Hohenwulsch und Kalbe (Milde) erfolgte bis zum 9. Juni 2001. Eine weitere Zweigstrecke war die von der Stendaler Kleinbahn betriebene Bahnstrecke nach Peulingen.

## Persönlichkeiten
- Joachim Christoph von Jeetze (1673–1752), deutscher Generalfeldmarschall
- Alexander von Levetzow (1786–1861), Domherr, Offizier und Gutsbesitzer

## Hohenwulsch in den Medien
Hohenwulsch wurde durch einen Sketch des Komikerduos Herricht & Preil bekannt. Hierbei fiel der Name des Ortes beim Lesen des Kursbuchs im Sketch „Reisebekanntschaft“: „Oh, hier ist was Hübsches, Herr Preil, hören Sie mal: Hohenwulsch!“ – „Bitte, was ist los?“ – „Hohenwulsch. Das ist überhaupt die Idee, ich war in meinem ganzen Leben noch nie in Hohenwulsch, ich fahre mal nach Hohenwulsch.“  – „Was wollen SIE denn in Hohenwulsch?! Sie fahren NICHT nach Hohenwulsch!“… (aus dem Originaltext der Fernsehaufzeichnung des Sketches aus dem Jahre 1977; der Ortsname kommt im Sketch später noch mehrfach zur Sprache).